# André Jeanbon

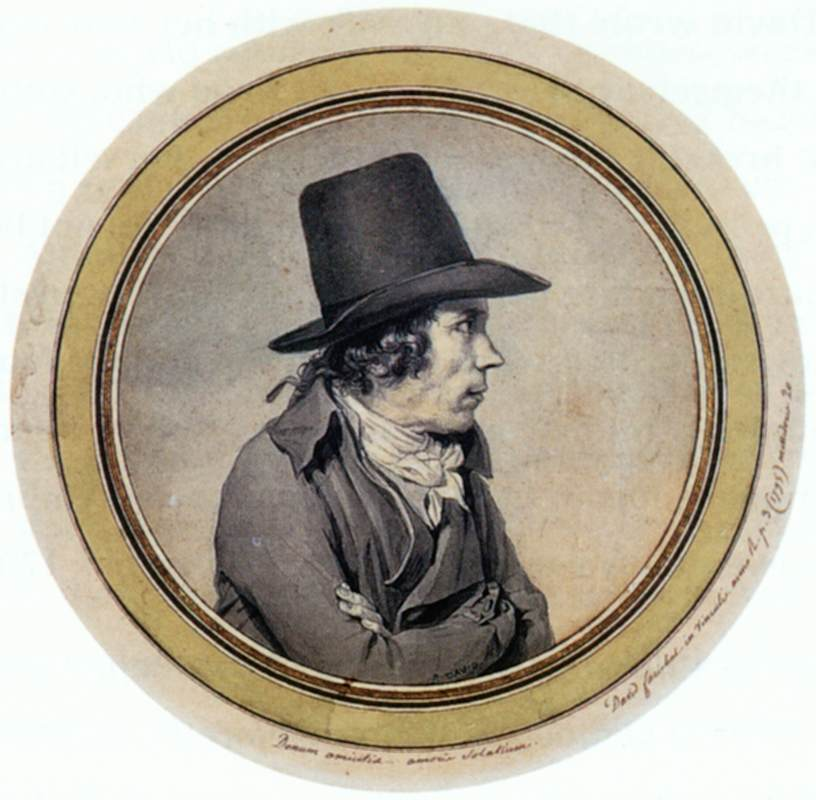
Jean Bon Saint-André in 1795. Portret getekend door Jacques-Louis David terwijl ze beiden opgesloten waren.

André Jeanbon, ook bekend als Jean Bon Saint-André (Montauban, 25 februari 1749 - Mainz, 10 december 1813) was een Frans predikant, politicus tijdens de Franse Revolutie en hoge ambtenaar onder Napoleon.

## Levensloop
Jeanbon was de zoon van een rijke, protestantse drapenier, die zijn werkplaatsen had in de wijk Villenouvelle van Montauban. Jeanbon liep school aan het jezuïetencollege van Montauban en kreeg dus een katholieke opvoeding. Het calvinisme was nog steeds verboden na de intrekking van het Edict van Nantes en de grote protestantse gemeenschap van Montauban kon haar geloof enkel in de privésfeer beleven. Hij trok naar Bordeaux om verder te studeren en ging vervolgens werken op handelsschepen. Deze carrière gaf hij op na een schipbreuk. Op zijn 21e vertrok hij naar Lausanne voor een theologische opleiding aan het plaatselijke protestantse seminarie. Hij nam de naam Jean Bon Saint-André aan. Hij werd pastor in Castres (1773-1783) en in 1788 in Montauban. 

### Franse Revolutie

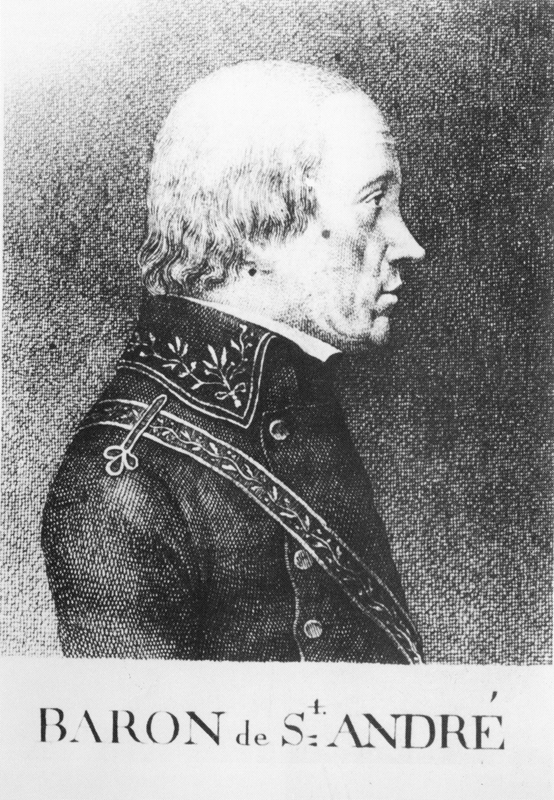
Jean Bon Saint-André na 1808

Jeanbon, zoals veel protestanten in Montauban, onthaalde de Franse Revolutie met enthousiasme. In 1792 werd hij verkozen voor het departement Lot in de Nationale Conventie. Hij vroeg en kreeg toestemming om zijn activiteiten als pastor op te schorten. Vanuit Parijs bleef hij corresponderen met zijn kiezers in Montauban. Door zijn tussenkomst werd de aankoop van een kerkgebouw door de protestantse gemeenschap in zijn geboortestad mogelijk gemaakt. Later schonk hij zijn bibliotheek aan de nieuw opgerichte protestantse faculteit van theologie van Montauban.
In Parijs nam hij afstand van de girondijnen en sloot zich aan bij de jacobijnen. Hij stemde voor de doodstraf van koning Lodewijk XVI. Op zijn voorstel werd de Franse driekleur aangenomen door de Nationale Conventie op 27 pluviôse van het jaar II. Jeanbon werd als uitstekend redenaar een van de leiders van de links-radicale montagnards. Hij werd opgenomen in het Comité du salut public en werd er verantwoordelijk voor de Franse oorlogsvloot. Hij zette zich aan een hervorming van de vloot, die hij zag als een belangrijk instrument om de Franse zaak en de zaak van de vrijheid te verdedigen. Na de opstand van Opstand van 1 prairial (1795) werd Jeanbon gearresteerd en pas na zes maanden vrijgelaten.
Hij werd vervolgens consul, eerst in Algiers, vervolgens in Smyrna. Na de expeditie van Napoleon naar Egypte werd Jeanbon door de Ottomanen opgepakt en gedurende bijna drie jaar opgesloten.

### Prefect
Na de machtsgreep van Napoleon schaarde Jeanbon zich achter hem en werd beloond met een functie als prefect van het nieuwe departement Mont-Tonnerre. Als commissaris-generaal was hij ook verantwoordelijk voor alle departementen op de linkeroever van de Rijn. In 1809 kreeg hij de titel van baron. Hij stierf in 1813 als slachtoffer van een tyfusepidemie in de stad Mainz.

## Geschriften
Na een geschil met zijn gemeente in Castres, trok Jeanbon zich terug. Hij schreef in die periode Considérations sur l’organisation civile des Églises protestantes, een werk dat pas in 1848 werd gepubliceerd. Over zijn gevangenschap in het Ottomaanse Rijk schreef hij Récit de ma captivité sur les bords de la mer Noire.